# Carol al XII-lea al Suediei
Carol al XII-lea (suedeză Karl XII, latinizat Carolus Rex) (n. 17 iunie 1682, Stockholm – d. 30 noiembrie 1718, Fredrikshald) a fost rege al Suediei din 1697 până în 1718 și Duce de Bremen-Verden.
Carol a fost singurul fiu supraviețuitor al regelui Carol al XI-lea al Suediei și al reginei Ulrika Eleonora; a urcat pe tronul Suediei la vârsta de 15 ani la moartea tatălui său. Trei ani mai târziu a părăsit țara pentru a se angaja într-o serie de lupte. Aceste bătălii au făcut parte din Marele Război al Nordului împotriva Rusiei, Saxoniei și Danemarcei-Norvegiei, țări care au creat o coaliție împotriva Suediei.
Carol a fost un lider militar și tactician. Cu toate că era și un om politic era reticent în a face pace. Deși Suedia a realizat multe succese militare, Marele Război al Nordului s-a terminat cu înfrângerea Suediei și sfârșitul Imperiului Suedez.

## Adolescența
Când regele Carol al XI-lea murea de cancer la stomac la 42 de ani, fiul său în vârstă de 14 ani nu era nepregătit pentru domnie. Luat din grija femeilor de la șase ani, băiatul învățase să se distreze făcând sporturi dure, exerciții militare și teste de rezistență autoimpuse. Când împlinise 11 ani, îi murise mama; în același an împușcase primul urs. Curând a hotărât că nu era bărbătește să folosească arme de foc împotriva urșilor și s-a folosit doar de o furcă. În afară de un flirt, nu a căutat niciodată compania femeilor și nu s-a căsătorit niciodată. Obsesia lui Carol al XII-lea era victoria pe câmpul de luptă. 
Neobișnuit de inteligent, băiatul îl luase drept model pe Alexandru cel Mare, a cărui biografie a purtat-o cu el toată viața. Rațional, convins că justiția și adevărul trebuie respectate mai presus de orice, studia asiduu Biblia și, ca rege, a impus ca în armata lui luterană să se facă rugăciuni de două ori pe zi. Totuși, comportamentul său de adolescent zurbagiu a scandalizat Stockholmul. Deși s-a presupus că se va institui o regență până când tânărul rege va împlini 18 ani, curând s-a constatat că acesta era hotărât să conducă efectiv. Spre groaza suedezilor iubitori de libertate, s-a autoîncoronat public la vârsta de 15 ani. Pradă unor noi excese, Carol bea până nu mai putea sau tăia cu sabia capete de oi până când coridoarele palatului erau inundate de sânge. Cu apetitul alimentat de zvonurile despre netrebnicia regelui imberb, suveranii din Danemarca, Saxonia-Polonia și Rusia au conspirat spre a profita de situație. Toate cele trei țări au hotărât să invadeze Suedia în același timp și să împartă prada.

## Marele război nordic
Marele război nordic a început în 1700 cu spectaculoasa victorie a regelui Carol al XII-lea al Suediei asupra țarului Petru cel Mare al Rusiei la Narva, oraș baltic de importanță strategică. Suedia, cunoscută ca Stăpâna Nordului datorită mâinii de fier cu care conducea Europa de Nord, părea destinată să devină și împărăteasa Estului, căci niciun obstacol nu mai stătea în calea disciplinatei, invincibilei sale armate în drumul către slab apărata Moscova. Și totuși, Carol al XII-lea, enigmaticul tânăr geniu militar care devenise erou celebru peste noapte, s-a oprit. Să fi abandonat cea mai importantă ocazie a carierei lui? Vreme de nouă ani, Carol a condus campanii epuizante împotriva unui inamic mai puțin important, lăsându-i timp lui Petru să-și facă o armată modernă și să creeze marina militară a Rusiei. Rezultatul a fost bătălia hotărâtoare de la Poltava din 28 iunie 1709, când armata suedezilor era înfrântă și mândrul lor rege silit să se refugieze umilit în teritoriile periferice ale Imperiului Otoman.

## Ultimii ani
O veste îngrozitoare s-a răspândit brusc în rândurile armatei suedeze masate la Poltava. Regele Carol fusese împușcat în picior. Cu un stoicism extraordinar, el a continuat vreme de trei ore să-și conducă oamenii în bătălie, apoi a tăiat cu mâna lui carnea pe care doctorii ezitau să o înlăture – fără să arate că a suferit tot timpul intervenției. Curând a făcut febră și ajunsese în pragul morții. Deși nu a murit, trebuia dus în lectică și nu putea supraveghea desfășurarea bătăliei. Cu toate acestea, la 28 iunie 1709, la ora 4:00, a ordonat asaltul împotriva orașului.
Acțiunea s-a încheiat cu un dezastru. Invidioși unii pe alții, comandanții lui nu își comunicau limpede intențiile. Fără geniul călăuzitor al regelui, s-a ajuns la haos când puterea de foc superioară a rușilor a lovit infanteria suedeză. În îmbulzeală au murit 21 dintre cei 24 de oameni care purtau lectica lui Carol. Până la sfârșitul zilei, jumătate din armata lui era ucisă, rănită sau luată în captivitate. Deprimat, probabil din nou cu febră, Carol a acceptat tăcut să fie scos cu lectica de pe câmpul de bătălie. Urmărit cu îndârjire de către ruși, abia a reușit să scape trecând fluviul Nipru și străbătând stepa de-a lungul Bugului și apoi să ajungă într-un teritoriu de la periferia Imperiului Otoman, la Tighina (1709-1711)
Prin această victorie, Rusia a luat locul Suediei și a devenit colosul Europei nordice. Vreme de mulți ani Carol a fost silit să-și ducă zilele ca oaspete-prizonier al turcilor, care îl admirau în special pentru abilitățile lui războinice. În cele din urmă a reușit să evadeze, în 1714, și a ajuns călare în Suedia în numai două săptămâni, sub numele de „capitanul Frisk“. Încercând să reînvie spiritul luptător al poporului său, atacat acum din toate părțile, Carol a început o campanie împotriva Norvegiei și a fost împușcat mortal la Fredrikssten la 30 noiembrie 1718.

## Sursă
- http://istoriiregasite.wordpress.com/2013/04/16/o-victorie-abandonata/#more-27176
- Mari enigme ale trecutului, Reader’s Digest